# Fernand Delmotte
Fernand L. Delmotte (24 de Julho de 1920 - 4 de Julho de 1998) foi um veterano belga da Batalha da Bélgica e um político do Partido Socialista que foi senador, ministro e membro do Parlamento Europeu pelo colégio eleitoral francófono de 1979 a 1984.